# Copenhagen Business School
Copenhagen Business School (CBS, tidigare Handelshøjskolen i København) är en dansk statlig handelshögskola belägen på Frederiksberg i Köpenhamn, som bedriver utbildning och forskning inom ekonomiområdet. CBS är ett av Danmarks åtta universitet; lärosätet grundlades år 1917, och är i dag med sina mer än 20 000 studerande och 1 500 anställda den största handelshögskolan i Nordeuropa.
CBS är ackrediterad av EQUIS (European Quality Improvement System), AMBA (Association of MBAs), liksom AACSB (Association to Advance Collegiate Schools of Business), vilket gör det till en av få skolor i hela världen att hålla "triple crown"-ackreditering, och tillsammans med Aarhus BSS, en av de enda två i Danmark.
CBS campus ligger i Frederiksberg, nära Köpenhamns centrum, och centrum på skolans campus kallas Solbjerg Plads, vilket var klart år 2000. Sedan den danska universitetslagen 2003 har CBS haft en styrelse med extern majoritet. Styrelsen utser VD för CBS, som för närvarande är Nikolaj Malchow-Møller. De flesta av programmen undervisas på engelska, och mer än hälften av fakulteten rekryteras från utlandet, vilket gör CBS till en internationell akademisk miljö.

## Institutioner
Forskningen på CBS är organiserad inom ramen av nedan institutioner, som även levererar undervisning till lärosätets olika utbildningsprogram på kandidat- (bachelor), master- (kandidat) samt doktorandnivå (Ph.d.). 
- Department of Accounting
- Department of Digitalization
- Department of Economics
- Department of Finance
- Department of International Economics, Governance and Business
- Department of Management, Philosophy and Politics
- Department of Management, Communication and Society
- Department of Marketing
- Department of Operations Management
- Department of Organization
- Department of Strategy and Innovation

## Rankning
Academic Ranking of World Universities (Shanghai Ranking)
I 2020 års akademiska rankning av världens universitet, även känd som Shanghai Ranking, rankas CBS #8 i Europa och #30 i världen i kategorin "management". Rankningen är forskningsfokuserad eftersom den enbart baseras på referensforskningspublikationer och forskningsutmärkelser.
QS World University Ranking
I 2020 års QS World University Ranking av världens bästa universitet för business & management, rankas Copenhagen Business School #15 i världen och #7 i Europa. Denna rangordning syftar till att bedöma institutionernas övergripande prestanda och rykte inom affärs- och ledningsområdet (både på grund- och forskarnivå) och leds av Harvard Business  School, följt av INSEAD och London Business School.  År 2021 rankade QS World University Ranking CBS elitprogram MSc in Advanced Economics & Finance på plats #14 i världen för Masterprogram inom finans.
Eduniversal
Den franska kreditvärderingsinstitutet Eduniversal rankade Copenhagen Business School #1 i världen 2014, före London Business School och Harvard Business School. Denna rankning bygger på rekommendationer från deans och presidenter för ledande handelshögskolor från mer än 150 länder. År 2020 rankade Eduniversal CBS som #1 i Västeuropa, före INSEAD och SDA Bocconi.
Corporate Knights
I 2015 års Better World MBA Ranking, som publiceras av Corporate Knights, rankas Copenhagen Business School MBA-programmet #3 globalt.
The Economist
The Economist rankade CBS MBA program #64 i världen i sin MBA Ranking 2021. The Economist rankande också på Copenhagen Business School MBA-program #83 i den globala Topp 100 år 2011. Copenhagen Business School MBA-program rankades som #60 i The Economist lista över topp 100.
QS Global 200 Business Schools
QS Globala 200 Business School Rapport 2014/15 rankade Copenhagen Business School MBA-program #12 i Europa. Samma rapport rankade Copenhagen Business School MBA-programmet i det översta klustret av MBA-program globalt. Toppklustret, av fyra kluster totalt, består av 20 nordamerikanska MBA-program, 14 europeiska MBA-program och 4 Asia Pacific MBA-program.
Bloomberg Businessweek
Copenhagen Business School MBA-program har varit rankad #28 av Bloomberg Businessweek i sin internationella MBA Ranking 2015. Denna rangordning omfattar inte handelshögskolorna i USA.
Financial Times
Financial Times rankade Copenhagen Business School #50 i världen i sina MSc in Management 2020 ranking. The Financial Times rankade även CBS Executive MBA program #62 i världen och #31 i Europa 2015. The Copenhagen Business School MBA program har rankats i Financial Times lista över topp 100 MBAs år 2021.
The Aspen Institute
The Aspen Institute's "Beyond Grey Pinstripes" bi-årliga rapport rankade Copenhagen Business School MBA-program #43 globalt (#7 i Europa) i sin rapport 2011-2012 och #63 globalt (#9 i Europa) i sin rapport 2009-2010.
Triple Crown of Accreditation
Copenhagen Business School är ackrediterade av Föreningen Advance Collegiate Schools of Business, Föreningen för MBAs, och European Quality Improvement System. Copenhagen Business School och Aarhus Universitet är de enda två handelshögskolorna i Danmark, och två av 57 handelshögskolor globalt för att tjäna tredubbla ackreditering. Copenhagen Business School fick AACSB-ackrediteringen 2011, Amba-ackrediteringen 2007 och EQUIS-ackrediteringen 2000. År 2015 CBS fick EQUIS sigill godkännande och därmed förblir bland de bästa 1% av handelshögskolor världen över när det gäller triple-crown ackrediteri.

## Kända alumner
- Jacob Schram, CEO av Norwegian Air
- Lise Kingo,  Executive Director of the United Nations Global Compact
- Jonas Deichmann, tysk äventyrare, författare och innehavare av flera världsrekord i cykling och uthållighet.
- Fritz Henrik Schur Junior,  Chairman of Ørsted
- David Heinemeier Hansson, grundare av Ruby on Rails
- Kasper Rørsted, CEO av Adidas
- Hannibal Muammar Gaddafi, son till förre Libanesiska ledare Muammer Gaddafi
- Lars Dalgaard, grundare av SuccessFactors samt entreprenör och politiker
- Anders vad Dons, CEO Deloitte
- Claus Meyer, entreprenör
- Andreas Nicolaisen, riddare av Dannebrogorden
- Lene Børglum, filmproducent
- Søren Skou, CEO av Maersk
- Pernille Weiss, politiker

## Rektorer
| President                 | Years     |
| ------------------------- | --------- |
| Nikolaj Malchow-Møller    | 2019–nu   |
| Per Holten-Andersen       | 2012–2019 |
| Alan Irwin                | 2011      |
| Johan Roos                | 2009-2011 |
| Finn Junge-Jensen         | 1987-2009 |
| Frode Slipsager           | 1979-1987 |
| Lauge Stetting            | 1978-1979 |
| Carl E. Sørensen          | 1975-1978 |
| Jan Kobbernagel           | 1963-1975 |
| Poul Winding              | 1957-1963 |
| Christen Møller, Director | 1938-1957 |
| Marius Vibæk, Director    | 1917-1938 |